# Religia w Cieszynie
Religia w Cieszynie – lista i historia wspólnot wyznaniowych działających na terenie Cieszyna.

## Katolicyzm

### Kościół rzymskokatolicki

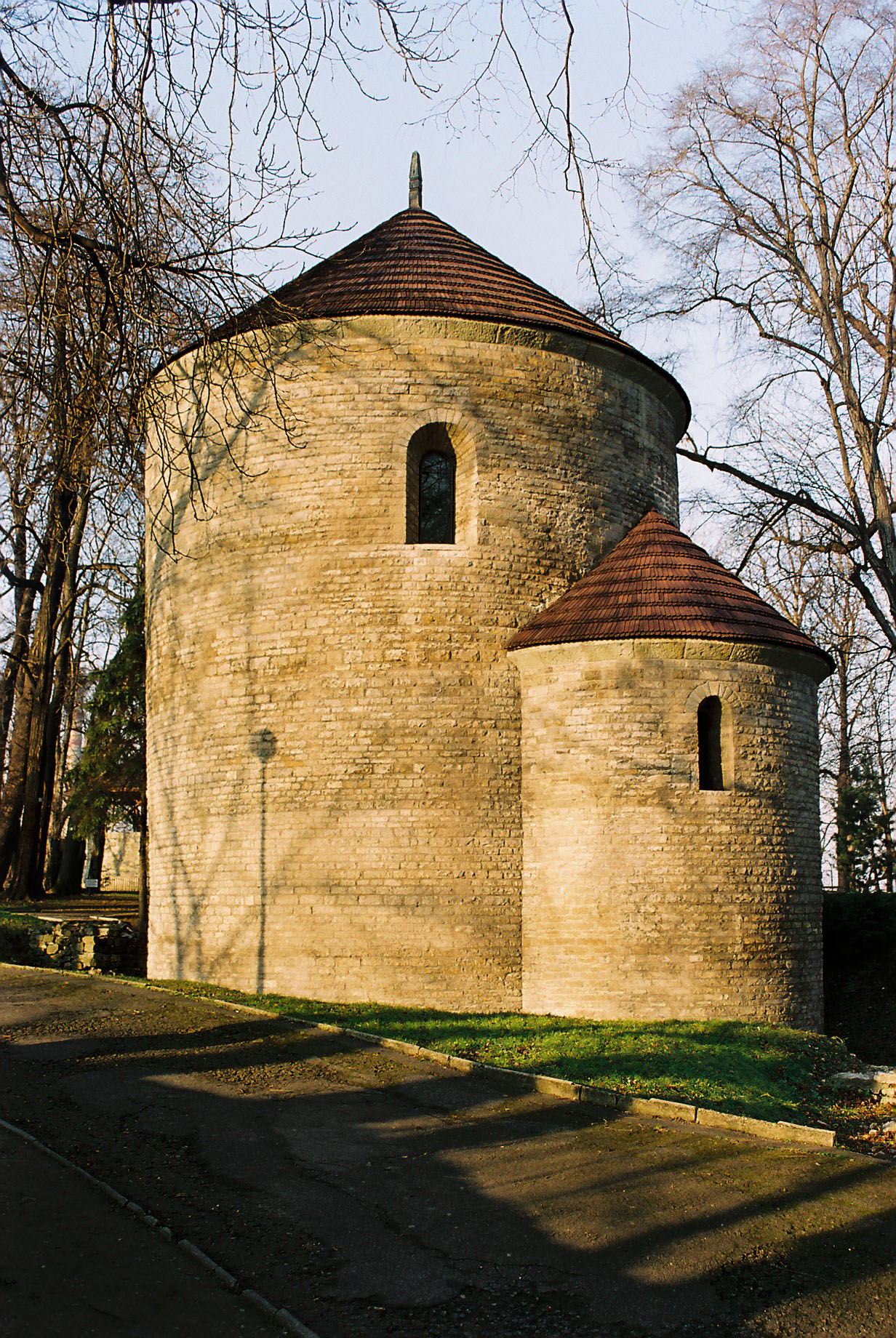
Rotunda w Cieszynie

#### Parafie diecezjalne
Od chrystianizacji obszaru dzisiejszego Śląska Cieszyńskiego do początku XVI wieku katolicyzm był praktycznie jedyną funkcjonującą tu religią. W 1000 roku Ziemia Cieszyńska znalazła się w granicach diecezji wrocławskiej. Najstarszą świątynią katolicką jest powstała ok. 1180 romańska rotunda św. Mikołaja na Górze Zamkowej w Cieszynie, pełniąca niegdyś funkcję kaplicy zamkowej i kościoła grodowego.
Po okresie reformacji, gdy większość mieszkańców przeszła na luteranizm, nastąpiła częściowa rekatolicyzacja wspierana przez panujących tu Habsburgów, a w pierwszej kolejności na terenie dzisiejszego powiatu cieszyńskiego uległo jej m.in. miasto Cieszyn. Po wojnach śląskich i oddzieleniu tej części Śląska od diecezjalnego Wrocławia utworzono Wikariat Generalny dla Śląska Austriackiego, którego od 1872 do 1925 stałą siedzibą był Cieszyn.
Po odzyskaniu niepodległości przez Polskę i po podziale Cieszyna granicą państwową struktura kościelna w mieście uległa reorganizacji. W 1925 utworzono diecezję katowicką, w której znalazł się dekanat Cieszyn, a od 1992 przynależy on już do diecezji bielsko-żywieckiej. W 1995 z dekanatu Cieszyn wyodrębniono dekanat Goleszów. Obecnie dekanat Cieszyn swoją powierzchnią obejmuje miasto Cieszyn bez Marklowic, które są filią parafii św. Jana Nepomucena w Pogwizdowie. W 2005 dekanat liczył ponad 22 tysiące wiernych.
- Metropolia krakowska, Diecezja bielsko-żywiecka:

- Dekanat Cieszyn: 7 parafii:

- Parafia św. Elżbiety w Cieszynie – erygowana w 1980.
- Parafia św. Jerzego w Cieszynie – erygowana w 1980.
- Parafia św. Marii Magdaleny w Cieszynie – erygowana w XIII w. Kościół parafialny św. Marii Magdaleny w Cieszynie z XIII w. Początkowo należący do dominikanów nosił tytuł Najświętszej Maryi Panny. Podczas reformacji (w latach 1544–1611) przejęty został przez ewangelików. Od 1611 do 1789 ponownie przeszedł w ręce zakonu. Po pożarze miasta w 1789, kiedy dominikanie opuścili Cieszyn, stał się kościołem parafialnym.
- Parafia Imienia Najświętszej Maryi Panny w Cieszynie – erygowana w 1957.
- Parafia Najświętszego Serca Jezusowego w Cieszynie – erygowana w 1989.
- Parafia Narodzenia św. Jana Chrzciciela w Cieszynie – erygowana w 1980.
- Parafia Opatrzności Bożej w Cieszynie – erygowana w 1978.

#### Wspólnoty zakonne
Pierwszą wspólnota zakonną, mającą swój klasztor w Cieszynie, byli benedyktyni. W średniowieczu duszpasterstwo na terenie grodu prowadzili dominikanie i franciszkanie. Swój wpływ na historię miasta wywarła również wspólnota jezuitów, którzy prowadzili w Cieszynie szkołę. Członkiem tego zakonu był cieszyński działacz i społecznik Leopold Szersznik. Obecnie na terenie miasta swoje domy zakonne mają cztery zakony i zgromadzenia katolickie: franciszkanie, bonifratrzy, elżbietanki oraz boromeuszki, przy czym siostry elżbietanki mają w Cieszynie swój dom generalny. Katolickie domy zakonne Cieszyna:
- Klasztor franciszkanów z Kościołem św. Krzyża (pojezuicki), siedziba jadłodajni dla ubogich, domu rekolekcyjnego i Wspólnoty i Szkoły Nowej Ewangelizacji Zacheusz
- Klasztor bonifratrów z Kościołem Wniebowzięcia NMP, siedziba nowicjatu, domu pomocy społecznej i apteki
- Klasztor sióstr elżbietanek z Kościołem św. Elżbiety, siedziba kurii generalnej, domu formacyjnego, domu pomocy społecznej „Betania” oraz centrum medycznego
- Konwent sióstr boromeuszek z Kaplicą Św. Rodziny, siedziba zakładu opiekuńczo-leczniczego i bursy dla dziewcząt

### Kościół greckokatolicki
Greckokatolicki punkt duszpasterski w Cieszynie został utworzony 1 lutego 2023. Prowadzenie nabożeństw w obrządku bizantyjsko-ukraińskim zostało tu zainaugurowane 5 lutego 2023. Liturgie odbywają się w każdą niedzielę w rzymskokatolickim kościele św. Krzyża. Duszpasterzem miejscowych wiernych kościoła greckokatolickiego pozostaje o. Ezechiasz Cieśla.

### Starokatolicyzm
Na terenie miasta działalność prowadzi parafia św. Łukasza Ewangelisty, będąca częścią Katolickiego Kościoła Narodowego w Polsce. Siedziba parafii mieści się w budynku Ratusza (Rynek 1).

## Protestantyzm

### Luteranizm

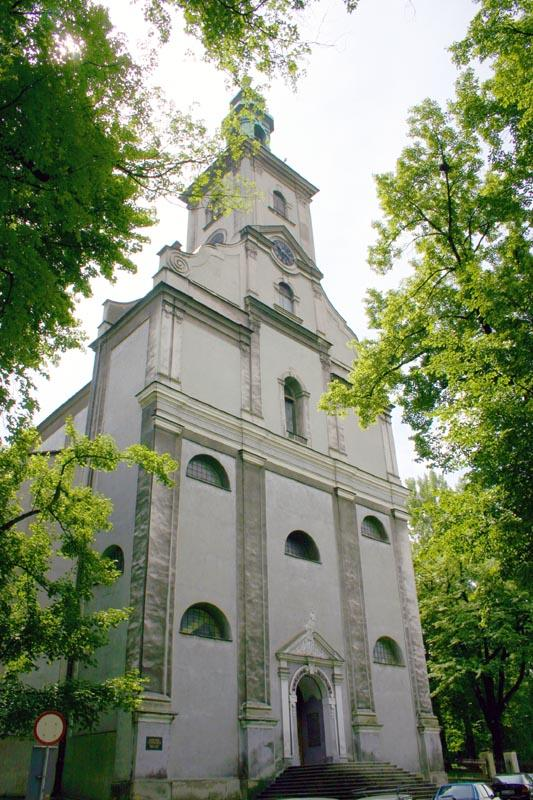
Ewangelicki Kościół Jezusowy

W okresie reformacji ludność Cieszyna jak i Śląska Cieszyńskiego w większości zmieniła wyznanie na luterańskie i przejęła miejscowe kościoły na własne potrzeby. Odebrano im je wszystkie w 1654, zakazano odprawiania nabożeństw i skonfiskowano Biblię i książki religijne. Sytuacja poprawiła się po podpisaniu ugody altransztadzkiej przez Józefa I i Karola XII w 1707. Ugoda ta pozwoliła na wybudowanie ewangelikom na Śląsku sześć „kościołów łaski”, w tym Kościoła Jezusowego w Cieszynie (dziś największy ewangelicki kościół w diecezji cieszyńskiej i w Polsce), który stał się ośrodkiem powstałego w 1709 zboru (parafii) obejmującego nie tylko region cieszyński ale i ziemie ościenne.
W 1781 cesarz Józef II wydał „Patent tolerancyjny”, przez co zezwolił luteranom, ewangelikom reformowanym i prawosławnym praktykowania swojego wyznania. Po wydaniu tego patentu w regionie wyodrębniło się 11 nowych parafii. Dzięki rewolucji w latach 1848–1849 zostały zrównane prawa luteran z prawami katolików jako jednostek. Podstawę prawnego bytu Kościoła ewangelickiego w Austrii stanowił „Patent Protestancki” wydany w 1861 przez cesarza Franciszka Józefa I. Okres równouprawnienia wyznaniowego kontynuował proces wyodrębniania się nowych parafii, również z parafii cieszyńskiej. W 1909 parafia cieszyńska obejmowała oprócz miasta 32 okolicznych miejscowości i zrzeszała ok. 17 130 ewangelików.
Ciosem dla parafii okazał się konflikt graniczny o Śląsk Cieszyński między Czechosłowacją a Polską, których skutkiem było rozdzielenie terytorium parafii granicą państwową w 1920. Siedziba parafii znalazła się po stronie polskiej, a ponad połowa zborowników po stronie czechosłowackiej. W 1918 w Cieszynie został powołany seniorat, któremu podlegały wszystkie parafie Śląska Cieszyńskiego do 1920, kiedy to nastąpiło przekazanie zborów pod administrację Konsystorza Ewangelicko-Augsburskiego w Warszawie na skutek starań ks. Franciszka Michejdy i Rady Narodowej Księstwa Cieszyńskiego. W 1936 seniorat w Cieszynie przemianowano na diecezję cieszyńską, która w takiej postaci przetrwała do dziś. Kościół ewangelicko-augsburski (tak jak wszystkie inne wyznania niekatolickie) nie miał pełni praw w II Rzeczypospolitej.
II wojna światowa miała dla ewangelików tragiczne następstwa. W PRL-u miejscowi ewangelicy byli zaledwie tolerowani; ograniczono działalność parafialną i wydawniczą do minimum, uniemożliwiono prowadzenie placówek oświatowych. Po 1989 ożywiła się działalność parafii ewangelickich: w 1993 otwarto Liceum Ogólnokształcące Towarzystwa Ewangelickiego w Cieszynie. Od 1992 zaczęto wydawać w Cieszynie „Informator parafialny”, przekształcony w 1997 w „Gazetę Ewangelicką” o zasięgu krajowym.
Oprócz Cieszyna miejscowa parafia obejmuje również miejscowości ościenne, a w 2005 zrzeszała łącznie ok. 6650 wiernych.

### Inne wyznania

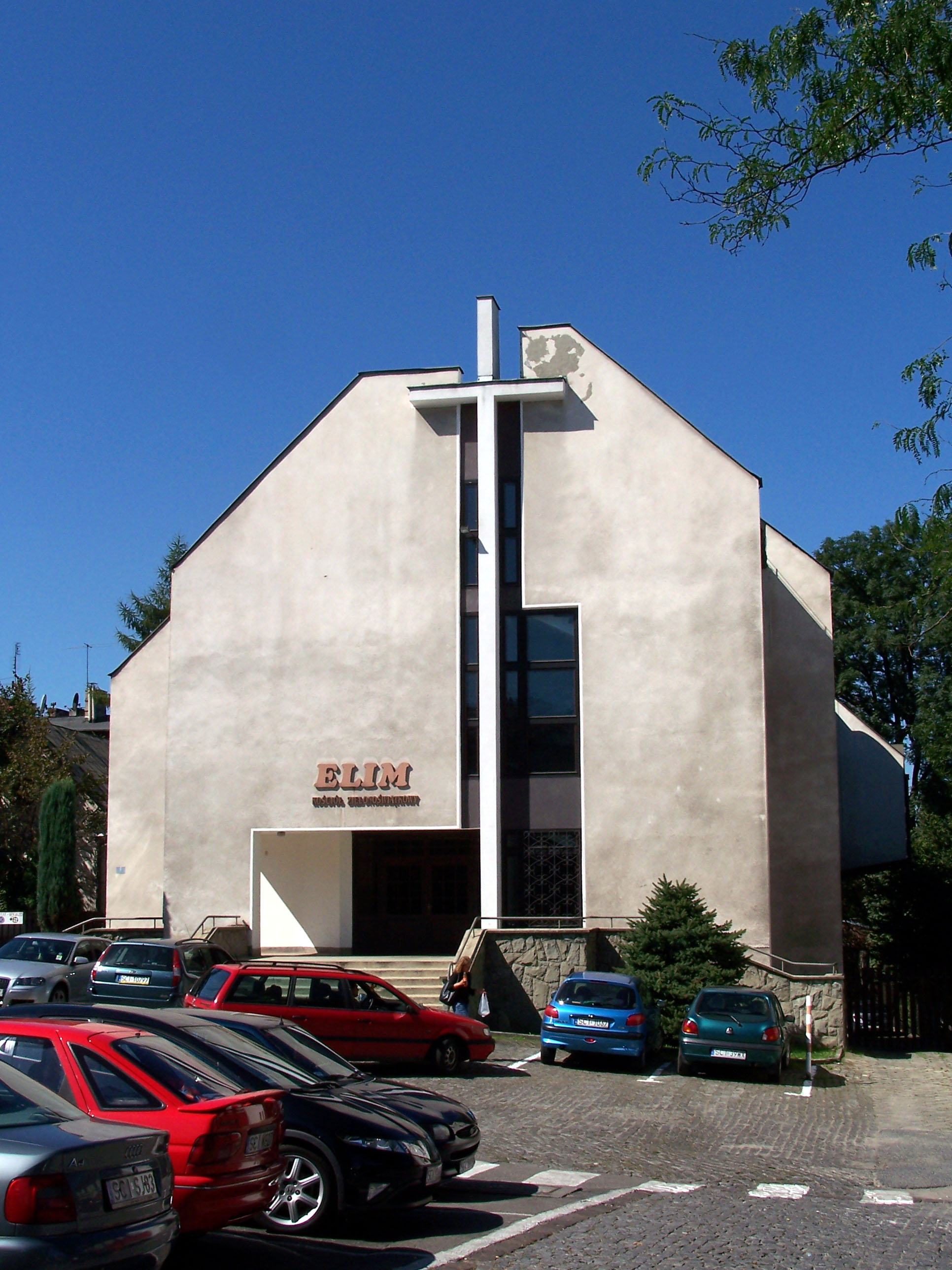
Kościół zielonoświątkowy

Oprócz Kościoła ewangelicko-augsburskiego funkcjonują również inne wyznania. Protestanci stanowią znaczny procent ludności w Cieszynie. W roku 1900 na terenie obecnego Cieszyna było 12773 (65,2%) katolików, 5355 (27,3%) protestantów, 1413 (7,2%) żydów, 46 (0,2%) innych religii. W latach 1968–1972 znaczna grupa miejscowych chrześcijan związanych z ruchem zielonoświątkowym (Stanowczych Chrześcijan) przesiedliła się w rejon Pogórza Bukowskiego i wschodniego krańca Beskidu Niskiego tworząc tam odrębny związek wyznaniowy Ewangeliczną Wspólnotę Zielonoświątkową.
- Centrum Chrześcijańskie Kanaan – Kościół Lokalny „Hamer” w Cieszynie[9]
- Kościół Adwentystów Dnia Siódmego w RP – zbór w Cieszynie został założony w 1912[10][11].
- Kościół Chwały – Kościół Chwały w Cieszynie[12][13]
- Kościół Zielonoświątkowy – zbór „Elim” w Cieszynie[14]
- Kościół Wolnych Chrześcijan – zbór w Cieszynie[15]
- Kościół Chrześcijan Wiary Ewangelicznej – zbór w Cieszynie[16]
- Kościół Boży w Chrystusie – zbór „Nowe Życie” w Cieszynie[17]

## Świadkowie Jehowy

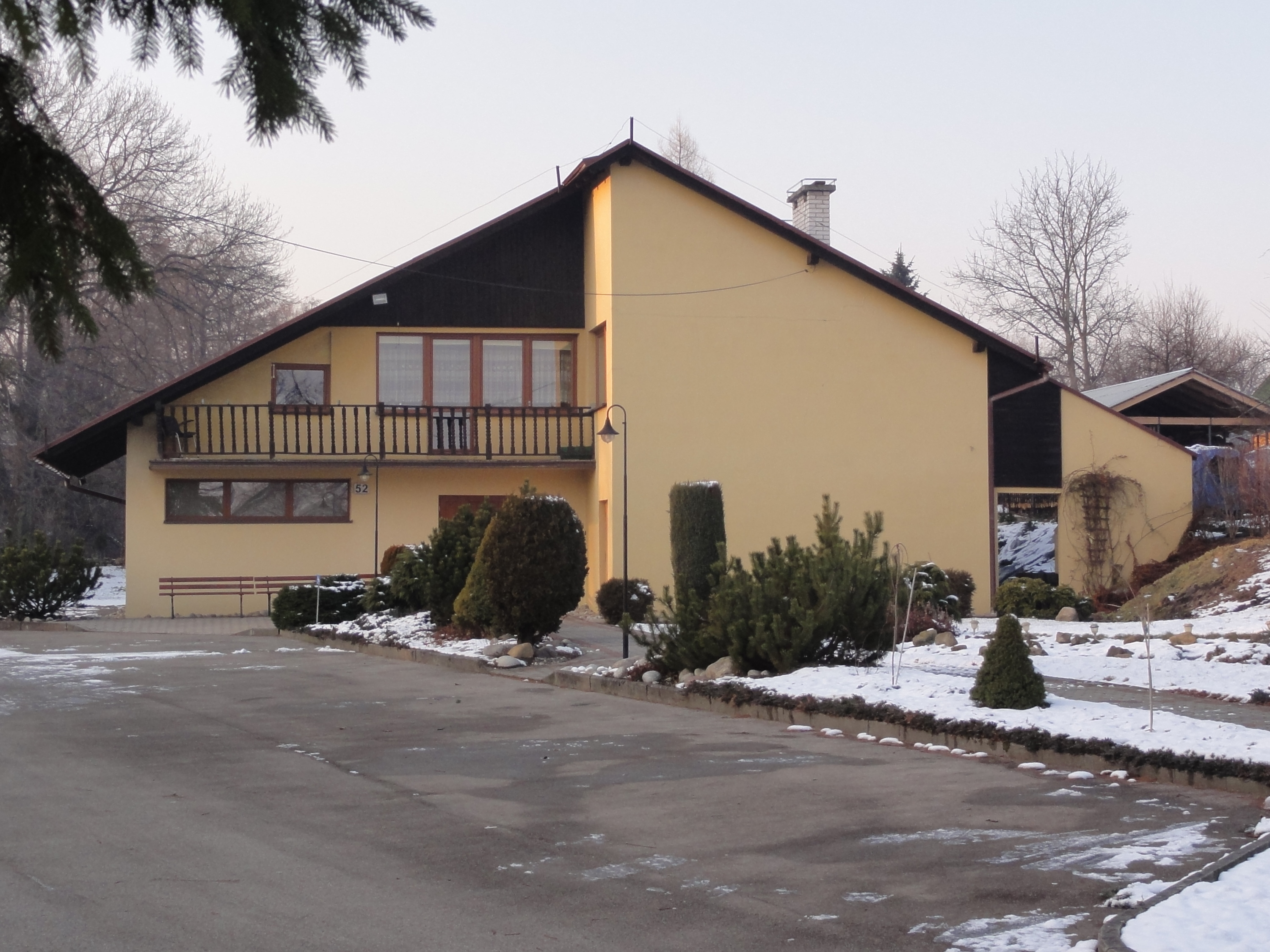
Sala Królestwa, ul. E. Orzeszkowej 52

Około 300 głosicieli, należących do 2 zborów (Cieszyn-Południe, Cieszyn-Północ) – Sala Królestwa przy ul. E. Orzeszkowej 52.
- Historia

W Cieszynie i okolicach działalność kaznodziejską prowadzono pod koniec lat 20. XX wieku. W latach 30. XX wieku pojawili się pierwsi wyznawcy. W czasie II wojny światowej wielu Świadków Jehowy zostało osadzonych w obozach koncentracyjnych, głównie w Auschwitz-Birkenau. Na przykład w kwietniu 1943 roku aresztowano mieszkankę miasta, Helenę Cienciałę. Po przesłuchaniu na posterunku gestapo została przewieziona do Auschwitz i oznaczona numerem 45856. Dwa miesiące później do obozu został wywieziony Paweł Cienciała, a po kolejnych dwóch miesiącach Ewa Cienciała, która tam zmarła. W Cieszynie też brutalnie przesłuchiwano, a potem wywożono do obozu Auschwitz Świadków Jehowy ze Śląska Cieszyńskiego – głównie z Wisły.
Po zakończeniu II wojny światowej – w czasie zakazu działalności – powstawały nowe zbory. Aresztowania dotknęły miejscowych  Świadków Jehowy. 2 sierpnia 1950 roku w Cieszynie funkcjonariusz UB zastrzelił aresztowanego Józefa Szlaura, który był zatrzymany za przynależność do tej grupy wyznaniowej. W połowie lat 60. XX wieku rozpoczęto organizowanie tzw. „konwencji leśnych”. Świadkowie Jehowy za działalność religijną oraz za odmowę służby wojskowej byli skazywani na kary więzienia. W latach 90. XX wieku powstała Sala Królestwa. Od 1999 roku tutejsi Świadkowie Jehowy korzystają również ze zgromadzeń w Centrum Kongresowym w Sosnowcu. W roku 2012 nastąpiła reorganizacja zborów – z trzech powstały dwa większe.